# Jayne Heitmeyer
Jayne Heitmeyer (* 30. Oktober 1960 in Montreal) ist eine kanadische Schauspielerin.

## Leben und Leistungen
Heitmeyer besuchte die International School of Geneva in Genf und studierte an der McGill University in Montreal. Sie debütierte in der französisch-kanadischen Komödie Coyote aus dem Jahr 1992. In den Jahren 1994 bis 1995 spielte sie die Rolle von Jessie Jaworski in der Fernsehserie Sirens.
Heitmeyer spielte im SF-Film Sci-Fighter – Vorhof zur Hölle (1996) eine der größeren Rollen. Im Thriller Mörderischer Verdacht (1997) spielte sie neben Patrick Bergin eine der Hauptrollen. Eine der Hauptrollen spielte sie ebenfalls im kanadischen Filmdrama Macht um jeden Preis (1997). Im Thriller False Pretense – Der Schein trügt (1998) trat sie an der Seite von Eric Roberts und Eliza Roberts auf. Im gleichen Jahr war sie in einer Nebenrolle im Thriller Spiel auf Zeit zu sehen. In den Jahren 1999 bis 2002 spielte sie die Rolle von Renee Palmer in der Fernsehserie Mission Erde.
Heitmeyer lebte in Los Angeles und später in Berlin.

## Filmografie (Auswahl)
- 1992: Coyote
- 1994–1995: Sirens (Fernsehserie)
- 1996: Running out II – Der Countdown läuft weiter (No Contest II)
- 1996: Sci-Fighter – Vorhof zur Hölle (Sci-Fighters)
- 1997: Mörderischer Verdacht (Suspicious Minds)
- 1997: Macht um jeden Preis (An American Affair)
- 1997: Hawk´s Revenge – Tödliche Rache (Hawk’s Vengeance)
- 1998: Sir Arthur Conan Doyle’s Lost World (The Lost World)
- 1998: False Pretense – Der Schein trügt (Dead End)
- 1998: Spiel auf Zeit (Snake Eyes)
- 1998–1999: Night Man (Fernsehserie)
- 1999: Symphonie des Todes (Requiem for Murder)
- 1999–2002: Mission Erde – Sie sind unter uns (Earth: Final Conflict, Fernsehserie)
- 2000: Believe
- 2000: Two Thousand and None
- 2000: The Deadly Look of Love
- 2000: XChange
- 2003: Andromeda (Fernsehserie, Folge 3x13)
- 2003: View of Terror
- 2005: Snake Man (The Snake King)
- 2006: Time Bomb
- 2006: Good Cop Bad Cop (Bon Cop, Bad Cop)
- 2006: Pretty Dead Flowers (Kurzfilm)
- 2006: Voodoo Moon
- 2007: Black Swarm
- 2008: South of the Moon
- 2010: Die! – Ein Spiel auf Leben und Tod (Die)
- 2011: Jack of Diamonds
- 2011: Republic of Doyle – Einsatz für zwei (Republic of Doyle, Fernsehserie, 1 Folge)
- 2012: Upside Down
- 2013: A Fish Story
- 2014–2015: 19-2 (Fernsehserie, 13 Folgen)
- 2016: Quantico (Fernsehserie, Folge 1x14)
- 2018: Separated at Birth
- 2018: Appiness